# Moberly
Moberly és una població dels Estats Units a l'estat de Missouri. Segons el cens del United States Census Bureau tenia 14.227 habitants.

## Demografia
Segons el cens del 2000, Moberly tenia 11.945 habitants, 5.001 habitatges, i 3.090 famílies. La densitat de població era de 399,3 habitants per km².
Dels 5.001 habitatges en un 29,3% hi vivien nens de menys de 18 anys, en un 44,2% hi vivien parelles casades, en un 13,6% dones solteres, i en un 38,2% no eren unitats familiars. En el 33,2% dels habitatges hi vivien persones soles el 16,1% de les quals corresponia a persones de 65 anys o més que vivien soles. El nombre mitjà de persones vivint en cada habitatge era de 2,3 i el nombre mitjà de persones que vivien en cada família era de 2,89.
Per edats la població es repartia de la següent manera: un 24,8% tenia menys de 18 anys, un 11,1% entre 18 i 24, un 25,4% entre 25 i 44, un 20,1% de 45 a 60 i un 18,7% 65 anys o més.
L'edat mediana era de 36 anys. Per cada 100 dones de 18 o més anys hi havia 80,8 homes.
La renda mediana per habitatge era de 28.519 $ i la renda mediana per família de 37.488 $. Els homes tenien una renda mediana de 27.152 $ mentre que les dones 19.508 $. La renda per capita de la població era de 15.478 $. Entorn de l'11,1% de les famílies i el 15% de la població estaven per davall del llindar de pobresa.

## Poblacions més properes
El següent diagrama mostra les poblacions més properes.